# 몰리 위즐리

## 가족 관계
형제: 기디언 프루잇, 페이비언 프루잇
배우자: 아서 위즐리
자녀: 빌 위즐리, 찰리 위즐리, 퍼시 위즐리, 프레드 위즐리, 조지 위즐리, 론 위즐리, 지니 위즐리
며느리: 헤르미온느 그레인저, 플뢰르 델라쿠르, 앤젤리나 존슨 외 3명
사위: 해리 포터